# Kirk Hammett
Kirk Lee Hammett (San Francisco, 18 november 1962) is de sologitarist van de Amerikaanse metalband Metallica. Hij werd wereldberoemd door zijn snelle explosieve solo's en het vele gebruik van het ‘wah-wah pedal’ in zijn solo's. Hammett schreef ook veel mee aan het repertoire van de band. Hij produceerde ook de eerste demo van de band Death Angel.
Kirk Hammett groeide op in de East Bay-town El Sobrante. Kirk Hammett kreeg interesse voor muziek dankzij de enorme platencollectie van zijn broer Rick, hij had veel LP’s van Led Zeppelin en Jimi Hendrix. Op zijn 15de kocht hij zijn eerste gitaar en een zeer kleine versterker. Na het spelen met 1978 Fender Stratocaster begon hij gitaar elementen te mixen voor de 'perfecte sound'. Zijn oog viel op een 1974 Gibson Flying V en hij had verschillende baantjes om zijn materiaal te kunnen betalen. In '82-'83 werd hij door Paul Baloff bij Exodus gevraagd. Op 1 april 1983 belde Metallica naar Kirk Hammett om te zeggen dat ze hun leadgitarist Dave Mustaine net ontslagen hadden en vroegen of Kirk bij de band wilde komen spelen. De manager van Metallica was ook de manager van Exodus.
Na vijftien dagen speelde Kirk zijn eerste concert met Metallica in New Jersey. Kirks ex-groep Exodus was al twee keer de supportact van Metallica op 29 november 1982 en 5 maart 1983. Na de Kill 'Em All tour, ging Kirk naar Joe Satriani om gitaarlessen te volgen.

## In Metallica (1983-heden)
Kirk Hammett speelde de solo's van gitarist Dave Mustaine op het debuutalbum van Metallica, Kill 'Em All. In 1984 bracht Metallica, met Kirk nu als vaste gitarist, hun tweede album Ride the Lightning uit, dat veel melodischer en duisterder was dan haar voorganger. Kirk schreef mee aan de nummers Fade to Black, Trapped under Ice, Escape en klassieker Creeping Death. In 1986 nam het succes van de band (en daarmee van Kirk) verder toe met Master of Puppets, door critici en fans een van de beste metal-albums ter wereld genoemd. Kirk kreeg credits voor de nummers Master of Puppets, The Thing that Should not Be, Welcome Home (Sanitarium) en Disposable Heroes. 
In 1986 overleed bassist en vriend Cliff Burton bij een busongeluk. Die nacht hadden Kirk en Cliff een vriendelijke ruzie gehad over wie het zachte bed mocht hebben. Ze besloten het met een potje kaart op te lossen, waarbij Cliff de Ace of Spades trok. Kirk ontsnapte zo dus aan de dood, maar verloor een goede vriend. Samen met Lars Ulrich en James Hetfield besloot hij door te zetten met de nieuwe bassist Jason Newsted. In 1988 werd het album ...And Justice for All opgenomen, waarbij Kirk credits kreeg op de nummers ...And Justice For All, Eye of the Beholder, The Frayed Ends of Sanity (Voor het eerst live gespeeld in Gelsenkrichen op 29-05-2015) en Dyers Eve. Kirk Hammett merkte tijdens de Damaged Justice Tour op dat de lengte van de geschreven nummers zowel voor hemzelf als voor fans een probleem waren.
In 1991 schreef Kirk mee aan The Black Album, Metallica's populairste album tot nu toe. De gitaarriff van het wereldberoemde nummer Enter Sandman komt van Kirk. Hij schreef tevens mee aan The Unforgiven, Through the Never en Of Wolf and Man. Van 1991 tot 1995 toerde Kirk met Metallica over heel de wereld. Hierna nam de band een jaar vakantie om tot rust te komen.
In 1996 kwam Kirk opnieuw samen met Metallica voor de opnames van Load. Load gaf Metallica een muzikale verandering in de richting van hardrock. Kirk zelf veranderde zijn stijl van spelen naar meer melodisch en knipte zijn haren af. Dit werd hem door veel fans kwalijk genomen. Op Load heeft Kirk meegeschreven aan de nummers 2*4, The House Jack Built, King Nothing, Hero of the Day, Bleeding Me, Wasting my Hate en Thorn Within. In 1996 toerde Kirk met Metallica om in 1997 de nummers op te nemen die tijdens Load waren blijven liggen op het album ReLoad. Hier schreef Kirk mee aan klassieker Fuel, The Unforgiven 2, Slither, Carpe Diem Baby, Bad Seed en Fixxxer. In 1997 verscheen Kirk tevens op de live DVD Cunning Stunts.  Hij werkt in 1997 ook samen met de britse dancegroep Orbital op het nummer Satan Spawn.
In 1999 werkte Kirk mee aan de DVD S&M met een Orkest. Samen met Metallica nam hij in 2000 het nummer I Disappear op voor de film Mission Impossible. In de periode 2001-2003, toen Metallica uiteen leek te vallen door het vertrek van bassist Newsted en de alcoholverslaving van James Hetfield, begon Kirk te denken aan een solo-album. Hij heeft deze plannen echter nooit doorgezet en bleef bij Metallica, waarmee hij in 2003 het album St. Anger opnam. Dit was het eerste Metallica-album zonder gitaarsolo's van Kirk. Dit is iets waar hij nooit blij mee is geweest, maar wat wel een logische reden had. In 2008 nam Kirk samen met Metallica het album Death Magnetic op en heeft sindsdien samen met Metallica de wereld afgeschuimd. Hij is te zien op de live DVD's Français Pour Une Nuit, Orgullo, Pasión y Gloria: Tres Noches en la Ciudad de México en The big 4 - Live from Sofia, Bulgaria.
Hammett speelt met verscheidene ESP-gitaren.

## Persoonlijk leven
Kirk is geboren in San Francisco. Hij is twee keer getrouwd. Hij scheidde in 1990 tijdens de opnames van The Black Album van zijn vrouw Rebecca. In 1998 trouwde hij op Hawaï met Lani. Op 29 september 2006 kregen ze hun eerste zoontje, Angel Ray Keala Hammett, en op 28 juni 2008 hun tweede, Vincenzo Kainalu Hammett.
- Bibsys: 62473
- Biblioteca Nacional de España: XX1275886
- Bibliothèque nationale de France: cb14007998f (data)
- Gemeinsame Normdatei: 136508472
- International Standard Name Identifier: 0000 0001 1460 6503
- Library of Congress Control Number: no2002102288
- MusicBrainz: 4c45495f-b9f3-4d03-9fac-d44c8a77f5de
- Nationale Bibliotheek van Tsjechië: ola2002150641
- Nationale bibliotheek van Australië: 49116563
- Nationale Bibliotheek van Israël: 987007506291305171
- Nederlandse Thesaurus van Auteursnamen: 160342813
- LIBRIS: 403784
- Virtual International Authority File: 41517362